# Antón de Alaminos
Antón de Alaminos (Palos de la Frontera, Huelva, c. 1484-1488 — c. 1520?) fue un marino, piloto y explorador español. Se ignoran sus fechas de nacimiento y de defunción, aun cuando se suponen ambas por ciertos datos de escritos de la época. Está considerado el descubridor de la corriente del Golfo, y por ello de la ruta natural de regreso a Europa desde América.

## Biografía

### Origen
Si bien no existen datos o documentos que citen la fecha exacta de nacimiento de Antón de Alaminos, sí se sabe que nació en Palos de la Frontera. Se ha deducido que debió nacer entre 1484 y 1490, ya que los primeros testimonios sobre este marino nos dicen que participó en el Cuarto viaje de Colón, como grumete siendo mozo. En aquella época los grumetes tenían una edad mínima de 12 y máxima de 18 años y el cuarto viaje de Colón tuvo lugar en el año 1502, por lo que se cree que debió nacer entre esos años. Se casó, probablemente, sobre año 1505, a la vuelta del cuarto viaje colombino, con Leonor Rodríguez, con la que tuvo varios hijos.

### Carrera naval

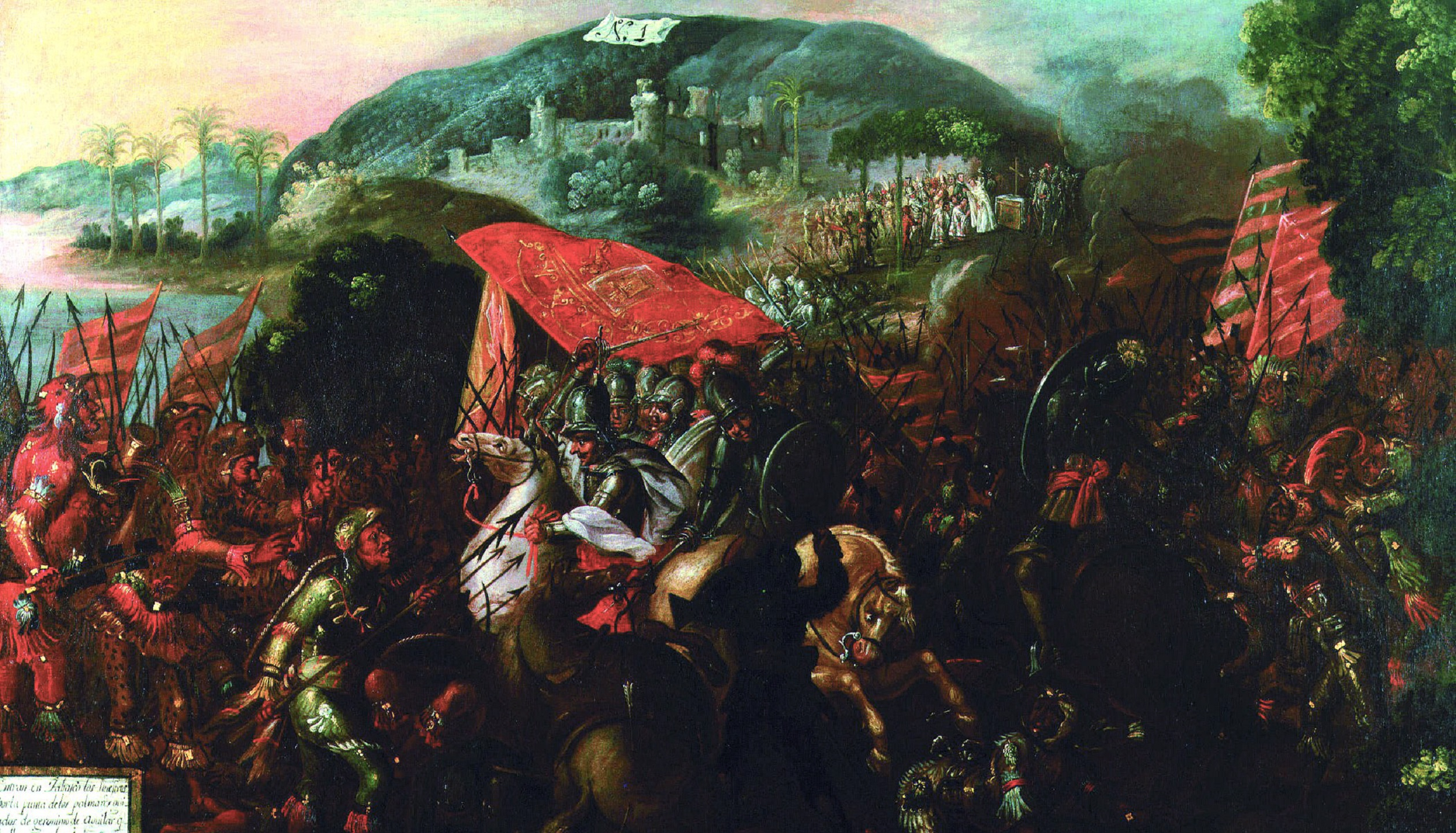
Entrada de Hernán Cortés en la ciudad maya de Potonchan en Tabasco en 1519.

Después de haber participado como grumete en el cuarto viaje colombino, se casó y no regresaría a América hasta antes de 1513, año en que aparece nombrado en la expedición de Ortubia y Ponce de León a la Florida en calidad de piloto. Fue en esta expedición donde Alaminos descubrió la Corriente del Golfo, gracias a los conocimientos adquiridos en su participación en el último viaje colombino. Entre 1514 y 1517 parece que se dedicó a ser piloto en expediciones de salteo, dedicadas a la captura de esclavos entre los nativos caribes, entre ellas una con Francisco Hernández de Córdoba como capitán de la armada.
También acompañó, en calidad de piloto, a Francisco Hernández de Córdoba en 1517 en el viaje en que fue descubierto Yucatán. A Juan de Grijalva lo acompañó en 1518 en el segundo viaje exploratorio hacia tierras mexicanas con el título de Piloto mayor. En ese viaje confundió la península de Yucatán con una isla y la nombró «Isla Rica». El 17 de agosto de 1518 llega con la tripulación del navío "Almirante" a Puerto de Términos (Hoy Ciudad del Carmen, Campeche). Finalmente acompañó a Hernán Cortés en 1519, en el tercer viaje que partió de Cuba hacia México y culminó con la Conquista de México.
Fue piloto para Juan de Grijalva, Francisco Hernando de Córdoba y Alonso Álvarez de Pineda.

### Hernán Cortés y Antón de Alaminos
En su primera Carta de Relación o Carta de Veracruz que envió Hernán Cortés a los reyes de España, cita en varias ocasiones a Antón de Alaminos: 

(...) Puede haber dos años poco más o menos, Muy Esclarecidos Príncipes, que en la civdad de Santiago, que es en la isla Fernandina (Cuba), donde nosotros hemos seído vecinos en los pueblos della, se juntaron tres vecinos de la dicha isla, y el uno de los cuales se dice Francisco Fernández de Córdoba y el otro Lope Ochoa de Cayzedo y el otro Cristóbal Morante. Y como es costumbre en estas islas que en nombre de Vuestras Majestades están pobladas de españoles de ir por indios a las islas que no están pobladas de españoles para se servir dellos, envían los susodichos dos navíos y un bergantín para que de las dichas islas trujesen indios a la dicha isla Fernandina para se servir dellos. Y cre(e)mos, porque aún no lo sabemos de cierto, que el dicho Diego Velázquez, teniente de almirante, tenía la cuarta parte de la dicha armada. Y el uno de los dichos armadores fue por capitán del armada, llamado Francisco Fernández de Córdoba, y llevó por piloto a un Antón de Alaminos, vecino de la villa de Palos. Y a este Antón Alaminos trujimos nosotros agora también por piloto, [y] lo enviamos a Vuestras Reales Altezas para que dél Vuestras Majestades puedan ser informados.

### Cortés envía a Antón de Alaminos a España
Una vez que Hernán Cortés fundó la Villa Rica de la Veracruz (Puerto de Veracruz) y erigió allí el primer ayuntamiento fundado en América continental y que le confería plena autoridad, con total independencia del Gobernador de Cuba Diego de Velázquez, decidió el conquistador español informar al emperador Carlos V (I de España) de los sucesos mediante la carta conocida como «Primera Carta de Relación». Así, pues, el 26 de julio de 1519 envió a dos cabilderos o procuradores a que llevaran a los reyes de España la llamada Carta del Cabildo (primera Carta de Relación), así como valiosos regalos para el soberano español, además de algunos regalos para su padre Martín Cortés. Llevando como piloto a Antón de Alaminos, partieron a España los procuradores Francisco de Montejo y Alonso Hernández Portocarrero en la nao “Nuestra Señora de la Concepción”.

### El viaje a España
Cortés había dado instrucciones a Alaminos de no acercarse a Cuba en su viaje de regreso a España por tener serios problemas con el gobernador de la isla, para ese entonces enemigo suyo. Uno de los enviados de Cortés, Francisco de Montejo, persuadió a Antón de Alaminos para que desembarcaran en un lugar conocido como Marién, donde Montejo tenía una estancia, y con el pretexto de que en ese lugar se surtirían de alimentos y provisiones desembarcaron en el lugar. Más temprano que tarde, el gobernador de la isla Diego de Velázquez se enteró del navío que Cortés, subordinado suyo, había enviado a España. Diego de Velázquez mandó dos naves ligeras en su persecución, con el objeto de detener el navío pilotado por Antón de Alaminos. Sin embargo, este logró escapar y llegó a Sanlúcar de Barrameda en octubre de 1519.
El capellán de Diego de Velázquez, que se hallaba por ese tiempo en Sevilla, al conocer el arribo de los procuradores enviados por Cortés, logró que la Casa de Contratación de Sevilla los apresara y les confiscara los presentes que enviaba Cortés al emperador Carlos V y a su padre. El procurador Alonso Hernández Portocarrero murió en prisión, en tanto que el otro procurador Francisco de Montejo regresó después a la Nueva España y participó en la conquista de Yucatán. Antón de Alaminos, según parece, murió poco tiempo después en España.

## Su legado
Se considera que el piloto Antón de Alaminos fue el primer navegante en descubrir y en utilizar la corriente del Golfo, corriente que facilita a las embarcaciones a vela el retorno a Europa desde América.